# وحدة اصطفاء

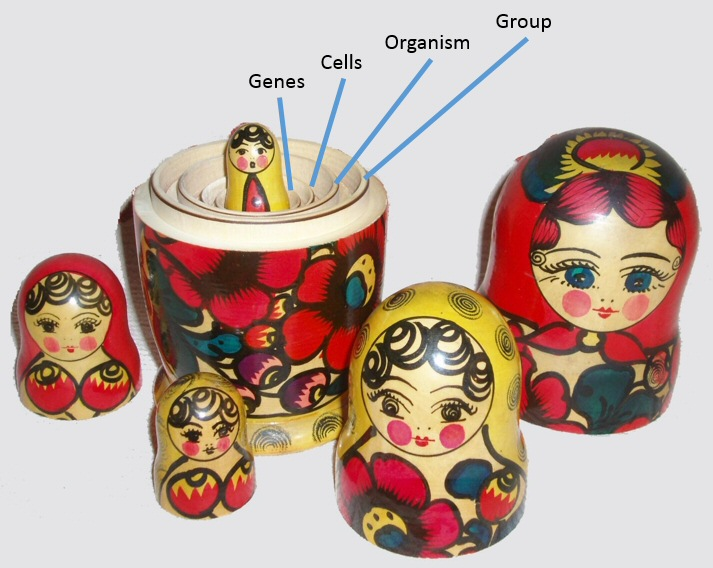

وحدات الاصطفاء (بالإنجليزية: units of selection)‏ هي الكينونات الحيوية التي تتدرج في سلسلة المراتب الحيوية الخاضعة للاصطفاء الطبيعي. وهي تتضمن مستويات مختلفة: الجزيئات، الجينات، الخلايا، الأفراد، المجموعات، والأنواع. ويدور جدال شديد بين الأحيائيين التطوريين منذ عدة عقود حول مدى تأثر التطور من الضغوط الاصطفائية الواقعة على كل من المستويات المختلفة.
ودار هذا الجدال أيضا حول معنى وحدة الاصطفاء. فلهذا الأمر نفس القدر من الأهمية النسبية للوحدات نفسها. على سبيل المثال، هنالك جدال يدور حول ما إذا كان الاصطفاء على مستوى المجموعة أم الاصطفاء على مستوى الفرد هو الذي قاد لتطور الإيثار. وفي الحلات التي يلاحظ بها أنَّ الإيثار يحط من صلاحية الفرد، فإنَّ تفسيرات تطور الإيثار التي تتمحور حول الجين أو الفرد تزداد تعقيداً وتصبح معتمدة على نظرية الألعاب، مثل اصطفاء القرابة والاصطفاء الزمري.

## أمثلة على الاصطفاء الواقع على كل من الوحدات
تم أدناه عرض وتناول أمثلة على الضغوط الاصطفائية الواقعة على المستوى الجيني، الخلوي، الفردي، والجماعي، وعلى مستويات أعلى.

### الاصطفاء على مستوى الجين
كان جورج ويليامز [الإنجليزية] أول من عرض رؤية التطور جينية التركيز التي تعتبر الجين وحدة الاصطفاء الوحيدة أو المركزية، بحجة أنَّ وحدة الاصطفاء يجب أن يكون لها ثبات واستمرارية إلى حد بعيد، وذلك في كتابه ذو التأثير الكبير، التكيف والاصطفاء الطبيعي.
من الأمثلة الواضحة على الاصطفاء بمستوى الجين هما المحرك الانتصافي والينقول التقهقري. ففي هاتين الحالتين تزيد تسلسلات الجينات من تواترها بالتجمع ولا يفيد ذلك بالضرورة المستويات الأخرى من التراتب الحيوي.

### الاصطفاء على مستوى الخلية
اقترح ليو بس في كتابه تطور الفردية أنَّ جزءا كبيراَ من تطور النمو لدى التوالي (عديدات الخلايا من المملكة الحيوانية) يعكس الصراع بين الضغوط الاصطفائية التي تعمل على مستوى الخلية وتلك التي تعمل على مستوى الفرد متعدد الخلايا. قد يعطي هذا المنظور تفسيراً جديداً لبعض الظواهر مثل السرطان، تكون المعيدة، وانحجاز خط الخلايا الجنسية. على سبيل المثال، السرطان يحدث عندما تطفر خلايا الفرد الجسدية وتتطور لديها القدرة على التكاثر بدون الضوابط التي توجد عادةً لتخدم مصلحة الكائن الحي.
محاباة الاصطفاء لتكاثر الخلايا بدون ضوابط تصطدم مع مصالح الفرد وصلاحيته، وهناك صراع بين الاصطفاء على المستوى الخلوي والفردي.

### الاصطفاء على مستوى الفرد الحي
يمكن وصف الالصطفاء على مستوى الفرد الحي بالداوينية، وهو منظور مفهوم وشائع. فإن كان الغزال السريع بالنسبة لغيرة من الغزلان أقدر منهم على البقاء والتكاثر، فإن سبب امتلاك هذا الغزال لصلاحية عالية يكون واضحاً.
سرعة الغزال قد تكون ناتجة عن جين واحد، عدة جينات، أو قد تكون محدثة بفعل البيئة فقط. ولكن وحدة الاصطفاء في هذه الحالة هي الفرد بما أنَّ السرعة هي سمة خاصة بالفرد من الغزلان.

### الاصطفاء على مستوى المجموعة
إن كانت التفاعلات أو تقسيم الأعمال بين أفراد مجموعة من الكائنات الحية تزودهم بصلاحية عالية بالنسبة للمجموعات الأخرى، فإن الاصطفاء على مستوى المجموعة قد يحدث، وذلك إن كانت الصلاحية الكلية للمجموعة أكبر أو أقل من الصلاحية المتوسطة لدى الأفراد المكونين للمجموعة.

### الاصطفاء على مستوى النوع والمستويات التصنيفية الأعلى
إنَّ تحديد ما إذا كان الاصطفاء يعمل على مستوى النوع أو فوقه ما زال محل نزاع بين علماء الأحياء. أحد المدافعين عن فكرة اصطفاء الأنواع هو ستيفن جاي غولد، الذي وضع فرضية أن ثمة عمليات تطورية كبروية تشكل التطور والتي لا تحركها الآليات التطورية الصغرية التي تمثل أساس الاصطناع الحديث. فبالنظر إلى الأنواع على أنها كينونات قابلة للتضاعف (الانتواع) والموت (الانقراض)، فإنها تكون خاضعة للاصطفاء، وبالتالي يمكن أن يتغير تواترها بالنسبة للزمن الجيولوجي، مثلما تتغير تواترات السمات الوراثية التي يحابيها الاصطفاء عبر الأجيال.

## النظرية الأساسية
هناك مقدمتان مفيدتان للنظرية الأساسية التي تقوم عليها مسألة وحدة الاصطفاء والجدال الدائر حولها، والتي تقدم أيضًا أمثلةً على الاصطفاء متعدد المستويات من المجموعة الكاملة للتسلسل الهرمي البيولوجي (عادةً مع كينوناتٍ في المستوى N-1"" تتنافس على التمثيل المتزايد، مما يعني تكرار أعلى في المستوى الأعلى "N" مثل الكائنات الحية في الجماعات الأحيائية أو السلالات الخلويّة في الكائنات الحية).
هذان المقدمتان هما الكتاب الكلاسيكي لعالم الوراثة ريتشارد ليونتين بعنوان «وحدات الاصطفاء»، وكتاب جون ماينارد سميث وإيورز سزماتري المشارك في تأليفه بعنوان «التحولات الرئيسية في التطور». كتب ليونتين كمقدمة نظرية لوحدات الاصطفاء:
يقدم كتاب إليزابيث لويد «هيكل نظرية التطور وإثباتها» مقدمةً فلسفيةً أساسيةً لهذا البحث.

## الاصطفاء في كل مستوى
تُعرض وتُناقش أدناه حالات الاصطفاء على المستوى الجيني، والخلوي، والفردي والجماعي من داخل منظور الاصطفاء متعدد المستويات.

### الحمض النووي
كان جورج ويليامز واحدًا من أوائل العلماء الذين قدموا الرؤية جينية التركيز للتطور التي تعامل الجين كوحدة اصطفاء، وذلك بحجة أن وحدة الاصطفاء يجب أن تُظهر البقاء والاستمرارية بشكلٍ كبير، وذلك في كتابه المؤثر بعنوان «التكيف والاصطفاء الطبيعي».
كتب ريتشارد دوكينز العديد من الكتب التي تنشر الفكرة وتوسعها. يقول دوكينز أن الجينات تسبب أنماطًا ظاهرية، وأن الجين يُقيَّم من خلال آثاره الظاهرية. يميز دوكينز الوحدات التي نجحت أو فشلت في البقاء (النسخ المتطابقة) من الوحدات ذات الوجود المؤقت التي تتفاعل مباشرةً مع البيئة (المركبات).
إن الجينات هي «نسخ متطابقة» في حين أن الأفراد والمجموعات تُعد «مركبات». يقول دوكينز أنه على الرغم من أن كلاهما جوانب لنفس العملية، إلا أنه يجب اعتماد «النسخ المتطابقة» بدلاً من «المركبات» كوحدات اصطفاء، وذلك لأن النسخ المتطابقة القادرة على الاستمرار في البقاء هي الوحيدة القادرة على التكيف.
تُعتبر الجينات نسخ متطابقة، وبالتالي فإن الجين هو وحدة الاصطفاء الأساسية في التطور. أوضح دوكينز هذا الرأي في فصلٍ كاملٍ بعنوان «وظيفة المنفعة الإلهية» في كتاب «النهر الخارج من عدن» حيث أوضح أن الجينات وحدها لها وظائف نافعة.
تشمل بعض الأمثلة الواضحة للاصطفاء على مستوى الجين محرّك الانقسام النصفي والينقولات الرجوعية. ترفع متواليات الجينات من وتيرتها النسبية في الجماعات الأحيائية في كلتا هاتين الحالتين دون أن تقدم بالضرورة فوائد على مستويات أخرى من الأنظمة. تتلاعب طفرات محرك الانقسام النصفي بآلية الفصل الصبغي بحيث يُعثر لاحقًا على أكثر من نصف الأمشاج التي ينتجها الأفراد غير المتجانسين للطفرة، ولهذا السبب يزداد تواتر حدوث طفرة في الجماعات.
إن الينقولات الرجوعية هي تتاليات الحمض النووي التي تُنسخ مرةً واحدة في الجينوم بشكلٍ أكثر أو أقل عشوائية من قبل الآلية الخلوية. يمكن أن تكون هذه الإدراجات متطفرة للغاية، مما يقلل من اللياقة (الصلاحية) الفردية بشكلٍ كبير بحيث يكون هناك اختيار قوي ضد العناصر النشطة للغاية.

### الخلية
يقترح ليو بوس في كتابه «تطور الفردية»، أن تطور نمو الحيوانات يعكس الصراع بين الضغوط الاصطفائية التي تعمل على مستوى الخلية، وتلك التي تعمل على مستوى الفرد متعدد الخلايا. يمكن لهذا المنظور أن يلقي ضوءًا جديدًا على ظواهر متنوعة مثل تكوّن المعيدة والخط الجرثومي. نأخذ مثلًا الخلايا الجذعية السرطانية التي يُنظر إليها كوحدات اصطفاء.

### السلوكية
لقد طوِّر النمو الوراثي للثقافة الجينية لشرح كيف أن السلوك البشري هو نتاج عمليتين تطوريتين مختلفتين ومتفاعلتين: التطور الوراثي والتطور الثقافي.

### المجموعة
إذا كانت مجموعة من الكائنات الحية تملك لياقةً فائقةً مقارنةً بالمجموعات الأخرى، وذلك بسبب تفاعلها أو تقسيم عملها، فحيثما تكون لياقة المجموعة أعلى أو أقل من اللياقة المتوسطة للأفراد المكونين، يمكن إعلان حدوث اصطفاء المجموعة.
يمكن لمتلازمات محددة من العوامل الاصطفائية أن تخلق حالاتٍ تُختار فيها المجموعات لأنها تعرض خصائص المجموعة المحددة. يوجد العديد من الأمثلة الشائعة لسمات المجموعة قابلة للاختزال إلى سمات فردية.
تنتقل بعض فيروسات الأرانب التي تتناقل عن طريق البعوض من الأرانب الحيّة المصابة إلى الأرانب غير المصابة. يخلق هذا ضغطًا اصطفائيًا على كل مجموعة من الفيروسات التي تصيب الأرنب بالفعل حتى لا تصبح شديدةً للغاية، وتقتل الأرانب المضيفة لها قبل أن يعضها عدد كافٍ من البعوض، وإلا سوف تتعفن جميع الفيروسات الموجودة داخل الأرنب الميت معه.